# Ignacio Guerrero Toro
Ignacio Guerrero Toro (Santiago, 21 de julio de 1980) es un ingeniero comercial y político chileno. Desde marzo de 2018 hasta enero de 2020, se desempeñó como subsecretario de Economía y EMT bajo la segunda administración del presidente Sebastián Piñera.

## Familia y estudios
Es uno de los cinco hijos del matrimonio formado por Félix Darío Guerrero Pávez y Mónica Lucía del Carmen Toro Anastassiou. Realizó sus estudios superiores en la carrera de ingeniería comercial en la Pontificia Universidad Católica (PUC).

## Carrera profesional
Entre los años 2004 y 2006 fue administrador municipal y alcalde (s) de la Municipalidad de Futrono, Región de Los Ríos. Luego, en 2009, junto a un grupo de personas, cofundó la Corporación Futrono, entidad sin fines de lucro que busca colaborar con iniciativas que promuevan el desarrollo y progreso de los habitantes de la comuna.
Durante el primer gobierno de Sebastián Piñera entre 2010 y 2014, ejerció como jefe de la Unidad de Regiones en el Ministerio Secretaría General de la Presidencia (Segpres), ocasión en la que participó en la coordinación de la creación e implementación de los Planes de Desarrollo Regional.
También fue mediador entre el diálogo del presidente Sebastián Piñera y los líderes de Aysén, Iván Fuentes y Misael Ruiz, durante el conflicto social ocurrido en la zona (2011). Asimismo, fue mediador en los conflictos de Arauco (2012), y Tocopilla (2013).
Una vez concluido el mandato de Piñera, ejerció como director de Socios y Desarrollo Regional de la Sociedad de Fomento Fabril (SOFOFA), donde, entre otros, y según el Ministerio de Economía, "creó y lideró la red de gremios regionales a lo largo de Chile y fue secretario ejecutivo del primer Comité de Apoyo a las Pymes de la institución".
El 11 de marzo de 2018 regresó al Ministerio de Economía, siendo designado por el presidente Sebastián Piñera como subsecretario de Economía y Empresas de Menor Tamaño, cargo al que renunció el 6 de enero de 2020.
Tras la renuncia a la Subsecretaría de Economía, Guerrero fue designado como secretario ejecutivo del «Plan Recuperemos Chile».